# La Guadalupe, Hidalgotitlán
La Guadalupe är en ort i Mexiko.   Den ligger i kommunen Hidalgotitlán och delstaten Veracruz, i den sydöstra delen av landet, 500 km öster om huvudstaden Mexico City. La Guadalupe ligger 27 meter över havet och antalet invånare är 177.
Terrängen runt La Guadalupe är platt. Runt La Guadalupe är det ganska glesbefolkat, med 29 invånare per kvadratkilometer. Närmaste större samhälle är Cahuapan, 12,3 km sydost om La Guadalupe. Trakten runt La Guadalupe består till största delen av jordbruksmark.